# 新井 (富津市)
新井（あらい）は、千葉県富津市の大字。郵便番号293-0022。

## 地理
北は新富、東は西川、南は川名、西は富津に隣接している。

## 世帯数と人口
2017年（平成29年）10月31日現在の世帯数と人口は以下の通りである。
| 大字 | 世帯数  | 人口  |
| ---- | ------- | ----- |
| 新井 | 104世帯 | 273人 |

## 小・中学校の学区
市立小・中学校に通う場合、学区は以下の通りとなる。
| 地域 | 小学校             | 中学校             |
| ---- | ------------------ | ------------------ |
| 全域 | 富津市立富津小学校 | 富津市立富津中学校 |

## 施設
- 富津市富津公民館
- 新井区集会所
- 富津埋立記念館
- 富津警察署新井交番
- 八坂神社
- 三宮神社

## 交通

### 道路
- 国道
  - 国道16号
- 主要地方道
  - 千葉県道90号木更津富津線